# 沼津市消防本部
沼津市消防本部（ぬまづししょうぼうほんぶ）は、静岡県沼津市に存在した消防部局（消防本部）。2016年4月に消防広域化に伴って駿東伊豆消防本部へ統合された。

## 組織
- 消防本部
  - 消防総務課
  - 予防課
    - 消防設備係、危険物係、予防調査係

  - 救急警防課
    - 警防係、消防団係、救急ワークステーション(平成16年開設の常駐型)

  - 通信指令課
    - 消防指令センター（沼津市、三島市、裾野市、長泉町、清水町の共同運用）
    - 通信指令担当、通信システム担当

  - 南消防署　（庶務係、予防係、警防係、救急係、救助係）
    - 静浦分遣所
    - 内浦分遣所
    - 西浦分遣所
    - 大平分遣所
    - 戸田分遣所

  - 北消防署　（庶務係、予防係、警防係、救急係、救助係）
    - 西分署（消防係、救急係）
    - 原分遣所

## 主力機械
2007年4月1日現在
- 消防ポンプ自動車：11
- 水槽付消防ポンプ自動車：4
- はしご付消防ポンプ自動車：1
- 屈折はしご付消防ポンプ自動車：1
- 化学消防ポンプ自動車：2
- 小型動力ポンプ付水槽車：2
- 救急自動車：9
- 救助工作車：2
- 査察車：21
- 指令車：2
- 積載車：4
- その他：8

## 消防署
| 消防署   | 住所       | 分署          | 分遣所                                                                                    |
| -------- | ---------- | ------------- | ----------------------------------------------------------------------------------------- |
| 南消防署 | 吉田町20-1 | なし          | 静浦：獅子浜14-1 内浦：内浦三津88-12 大平：大平1442-1 西浦：西浦立保22-1 戸田：戸田1306-1 |
| 北消防署 | 筒井町7-1  | 西：東椎路537 | 原：原1721-18 大岡：大岡891-2                                                             |